# Гонсалес, Джейсон
Джейсон Гонсалес (род. 5 февраля 1969, Кесон-Сити, Столичный регион) — филиппинский шахматист, гроссмейстер (2008). Старший тренер ФИДЕ (2020).
В составе сборной Филиппин участник 3-х Олимпиады (2004, 2008 и 2014).

## Спортивные достижения
| Год  | Город   | Турнир         | + | − | = | Результат | Место |
| ---- | ------- | -------------- | - | - | - | --------- | ----- |
| 2004 | Кальвиа | 36-я Олимпиада | 6 | 1 | 4 | 8 из 11   |       |
| 2008 | Дрезден | 38-я Олимпиада | 3 | 3 | 1 | 3½ из 7   |       |
| 2014 | Тромсё  | 41-я олимпиада | 2 | 1 | 1 | 2½ из 4   |       |

## Изменения рейтинга
| Графики недоступны из-за технических проблем. См. информацию на Фабрикаторе и на mediawiki.org. |